# Acetanilid
Acetanilid je čvrsta kemijska kristalna tvar bezbojne do bijele boje bez mirisa. Poznat je i kao N-fenilacetamid, acetanil ili acetanilid, a ranije je bio poznat pod zaštitnim imenom Antifebrin.

## Dobivanje i svojstva
Acetanilid se može proizvesti reakcijom u kojoj sudjeluju acetanhidrid i anilin:
{\displaystyle {\ce {C6H5NH2 + (CH3CO)2O -> C6H5NHCOCH3 + CH3COOH}}}
Dobivanje acetanilida je bio tradicionalni eksperiment u uvodnim laboratorijskim predavanjima za organsku kemiju, ali sada je široko zamijenjen pripremom ili paracetamola ili aspirina, koji oboje podučavaju iste praktične tehnike (posebno rekristaliziranje proizvoda), ali koji izbjegavaju upotrebu anilina (sumnjivog karcinogena (kancerogena)).
Acetanilid je slabo topljiv u vodi i stabilan je u većini uvjeta. Čisti kristali su pločasti i bezbojni do bijele boje.

## Primjena
Acetanilid se koristi kao inhibitor raspadanja vodikovog peroksida i koristi se za stabilizaciju lakova za estere celuloze. Također je pronašao uporabu u posredovanju u sintezi gumenih akceleratora, bojama i intermedijarnim bojama i sinteti kamfora. Acetanilid se koristi za proizvodnju 4-acetamidobenzenzensulfonil klorida, ključnog intermedijara u proizvodnji sulfa lijekova. Također je prekursor u sintezi penicilina i drugih lijekova.
U 19. stoljeću acetanilid je bio jedan od velikog broja spojeva koji su korišteni kao eksperimentalni fotografski programeri.
Služio je kao lijek (antifebrin); danas je zamijenjen manje otrovnim analgeticima.